# Alan Durrett
Alan Hugh Durrett (ur. 13 stycznia 1948) – północnorodezyjski pływak, uczestnik igrzysk olimpijskich.

## Życiorys

### Igrzyska Olimpijskie
Na igrzyskach olimpijskich Durrett wystąpił tylko raz – podczas XVIII Letnich Igrzysk Olimpijskich w 1964 roku w Tokio. Miał wtedy szesnaście lat i reprezentował dawną kolonię brytyjską, Rodezję Północną. Wziął udział w dwóch konkurencjach pływackich. Na dystansie 400 metrów stylem dowolnym wystartował w trzecim wyścigu eliminacyjnym. Z czasem 4:39,0 zajął w nim piąte miejsce, co wyeliminowało go z dalszej rywalizacji w tej konkurencji. Na dystansie 1500 metrów stylem dowolnym, z czasem 18:24,9 uplasował się na niepremiowanym awansem, piątym miejscu w drugim wyścigu eliminacyjnym